# Dikke rog
De dikke rog (Amblyraja frerichsi) is een vissensoort uit de familie van de Rajidae. De wetenschappelijke naam van de soort is voor het eerst geldig gepubliceerd in 1968 door Krefft.